# Квемо-Аркевани
Квемо-Аркевани (груз. ქვემო არქევანი, азерб. Aşağı Qoşakilsə) — село Болнисского муниципалитета, края Квемо-Картли республики Грузия с 99 %-ным азербайджанским населением. Находится в юго-восточной части Грузии, на территории исторической области Борчалы.

## История

### Топоним
В 1990—1991 годах, в результате изменения руководством Грузии исторических топонимов населённых пунктов этнических меньшинств в регионе, название села Ашагы Гошакилисе («азерб. Aşağı Qoşakilsə») было изменено на его нынешнее название — Квемо-Аркевани.
Название села «Ашагы Гошакилисе» переводится с азербайджанского на русский язык - как «Нижняя Двойная Церковь». Рядом с селом находится также село «Юхары Гошакилисе» («азерб. Yuxarı Qoşakilsə»), название которого означает «Верхняя Двойная Церковь». Ранее эти два села составляли одно единое село, под общим названием «Гошакилисе», но по мере возрастания, село было разделено на 2 части.
Среди местных жителей распространено также старое название села - Мулухсалы («азерб. Muluxsalı»).

## География
Село находится на правом берегу реки Храми, в 23 км от районного центра Болниси, на высоте 400 метров над уровнем моря.
Граничит с селами Хатавети, Земо-Аркевани, Хидискури, Мухрана, Саванети, Нахидури, Цуртави, Паризи, Талавери, Мамхути и Кианети Болнисского Муниципалитета, а также Алавари, Ахали-Докниси и Тамариси Марнеульского Муниципалитета.

## Население
По данным Государственного статистического комитета Грузии, согласно официальной переписи 2002 года, численность населения села Квемо-Аркевани составляет 1053 человека и на 99 % состоит из азербайджанцев.

## Экономика
Население в основном занимается овцеводством, скотоводством и овощеводством. В селе находится питьевой источник воды.

## Достопримечательности
- Сдвоенная церковь
- Средняя школа - построена в 1924 году.[6][10]
- Больница[11]

## См.также
- Земо-Аркевани